# Paubrasilia echinata
O pau-brasil ou pau-de-pernambuco (atual Paubrasilia echinata (Lam.) Gagnon, H.C.Lima & G.P.Lewis, antiga Caesalpinia echinata Lam.), também chamado arabutã, ibirapiranga, ibirapitá, ibirapitanga, orabutã, pau-de-tinta, pau-pernambuco e pau-rosado, é uma árvore leguminosa nativa da Mata Atlântica, no Brasil.

## Etimologia
Segundo alguns estudiosos, brasil deriva do francês brésil, que deriva do toscano verzino, nome de pelo menos um tipo de madeira utilizada na tinturaria medieval na Itália, a madeira-de-sapão (Biancaea sappan). Verzino, por sua vez, deriva do árabe wars, que designa uma planta tintória do Iêmen. Outra versão aponta que a palavra se origina do português brasa, devido à tonalidade avermelhada ou abrasada da madeira. Paubrasilia é o gênero da árvore. Já echinata significa "com espinhos", uma referência ao fato de as vagens do pau-brasil terem acúleos, que são uma especialização da epiderme que se parece com espinhos. 
Arabutã, ibirapitanga, ibirapiranga, ibirapitá e orabutã são derivados dos termos tupis ybyrá ("pau") e pytanga ("avermelhado"). Era o nome que os povos tupis da costa davam à árvore que em português se chama pau-brasil.
Em alguns idiomas, como o francês e o italiano, a árvore chama-se pernambuco, pernambouc, fernambouc, devido ao fato de a Zona da Mata pernambucana ter sido o local onde se iniciou a exploração do pau-brasil. Pernambuco foi ainda a região de maior incidência da árvore, cuja qualidade era tão superior que regulava o preço no comércio europeu.

## Características
A árvore alcança entre dez e quinze metros de altura e possui tronco reto, com casca cor cinza-escuro, coberta de acúleos, especialmente nos ramos mais jovens.
As flores nascem em racemos eretos próximo ao ápice dos ramos. Possuem quatro pétalas amarelas e uma menor vermelha, muito aromáticas; no centro, encontram-se dez estames e um pistilo com ovário súpero alongado.
Os frutos são vagens cobertas por longos e afiados espinhos, que devem protegê-los de pássaros indesejáveis, pois estes comeriam os frutos. Contém de uma a cinco sementes discoides, de cor marrom. A torção do legume, ao liberar as sementes, ajuda a aumentar a distância da dispersão.

## Ocorrência

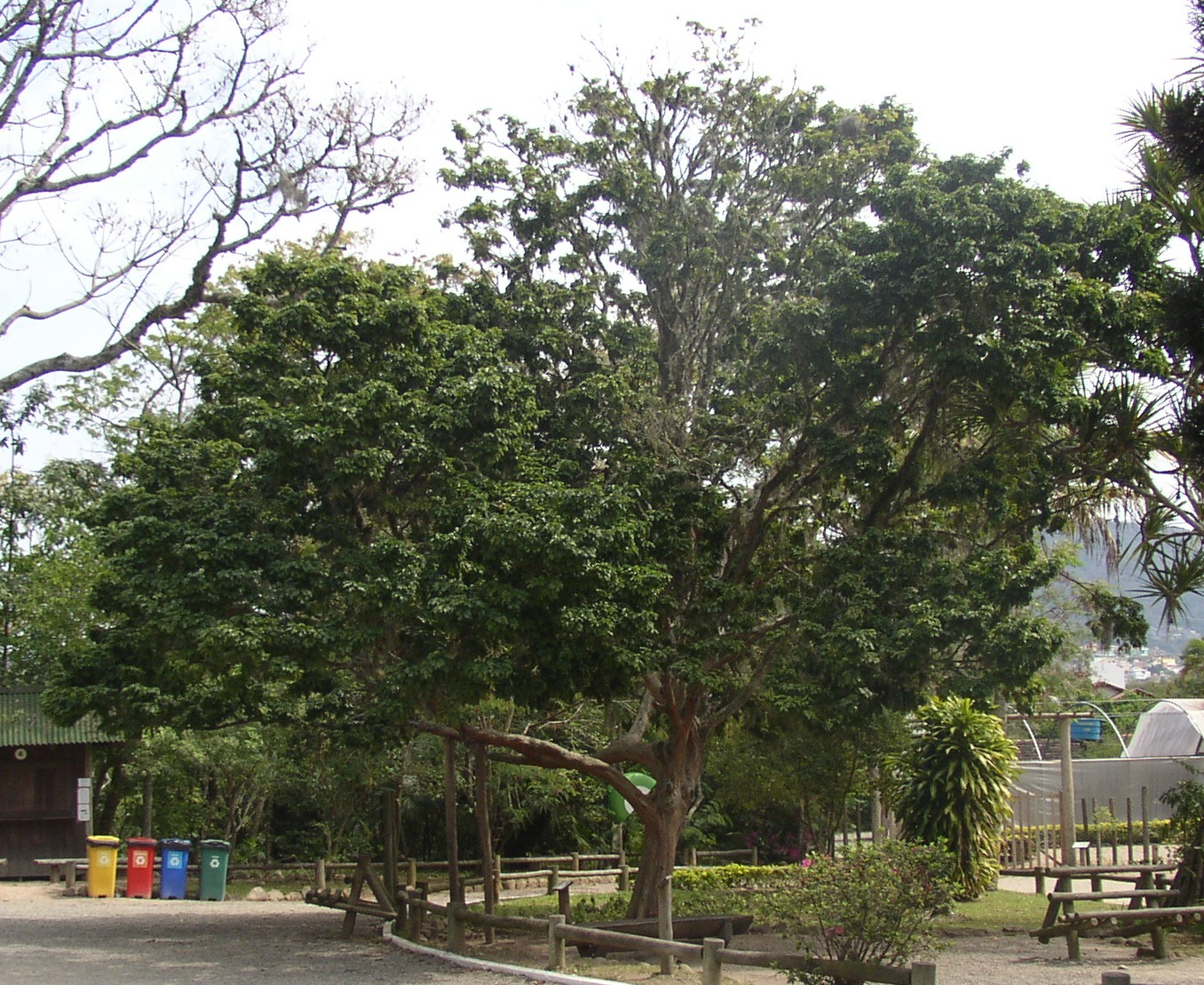
Pau-brasil plantado em Florianópolis.

Seu habitat natural é a floresta ombrófila densa da Mata Atlântica, a partir do extremo nordeste do Brasil até o Rio de Janeiro, ou seja, os estados do Rio Grande do Norte, Paraíba, Pernambuco, Alagoas, Sergipe, Bahia, Espírito Santo e Rio de Janeiro.
Encontra-se na lista do Instituto Brasileiro do Meio Ambiente e dos Recursos Naturais Renováveis de espécies ameaçadas de extinção na categoria "vulnerável" e na da União Internacional para a Conservação da Natureza e dos Recursos Naturais na categoria "em perigo".
O município pernambucano de São Lourenço da Mata é considerado a capital nacional do pau-brasil: na Estação Ecológica de Tapacurá, pertencente à Universidade Federal Rural de Pernambuco, foram plantadas 50 mil mudas da espécie. Também em Pernambuco está localizado o único museu destinado ao pau-brasil no país, no município de Glória do Goitá.
Em 2020, foi encontrado o exemplar que é considerado o mais antigo pau-brasil, com uma idade aproximada de 500 anos, e cujo tronco tem 7,13 metros de diâmetro. O espécime supera em 2,83 metros a espessura do pau-brasil até então tido como o mais antigo, cujo tronco tem circunferência de 4,3 metros. A descoberta foi registrada pelo botânico Ricardo Cardim, contatado pelo agricultor Manuel de Jesus, que o encontrou em sua propriedade, em Itamaraju.

## Usos e história

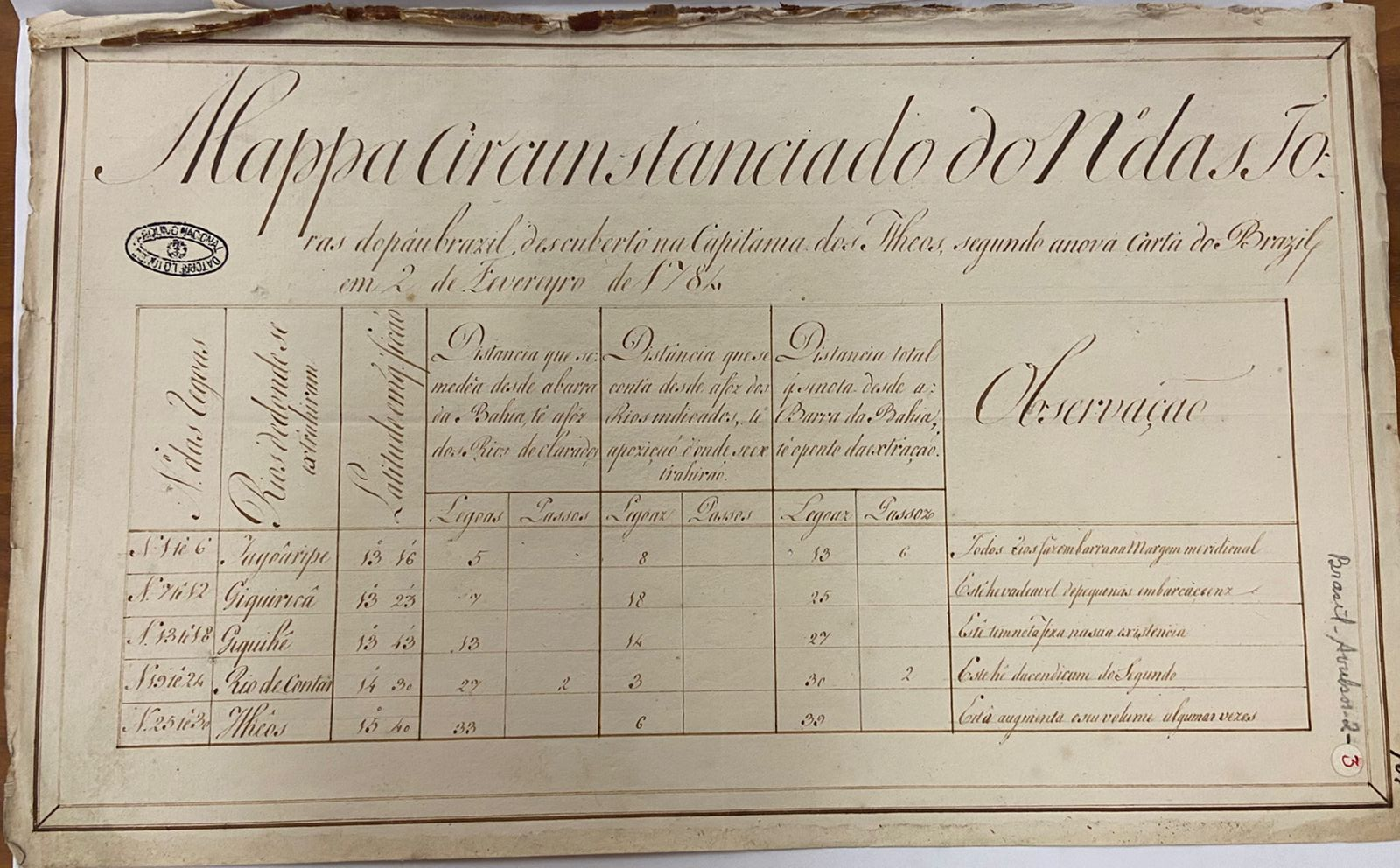
Mapa do Número das Toras de Pau- Brasil Descoberto na Capitania de Ilhéus.

Afirmam alguns historiadores que o corte do pau-brasil para a obtenção de sua madeira e sua resina (extraída para uso como tintura em manufaturas de tecidos de alto luxo) foi a primeira atividade econômica dos colonos portugueses na recém-descoberta Terra de Santa Cruz, no século XVI e que a abundância desta árvore no meio a imensidão das florestas inexploráveis teria conferido à colônia o nome de Brasil.
Na realidade, no século XV uma árvore asiática semelhante, Biancaea sappan com o mesmo nome Brasil, já era usada para os mesmos fins e tinha alto valor na Europa, porém era escassa. Os navegadores portugueses que aportaram no atual Brasil imediatamente observaram a abundância da árvore pelo litoral e ao longo dos rios de planície.
Nessa altura as Ordenações Manuelinas e Ordenações Filipinas estabeleceram regras e limites para exploração de terras, águas e vegetação. Havia listas de árvores reais, protegidas por lei, o que deu origem à expressão madeira de lei.
A extração de madeira, tornou-se alvo de muito lucrativo comércio e contrabando, inclusive com corsários franceses atacando navios portugueses. Foi uma das expedições de corsários liderada por Nicolas Durand de Villegaignon, em 1555, que estabeleceu uma colônia que hoje se chama Rio de Janeiro (a França Antarctica). A planta foi citada em Flora Brasiliensis por Carl Friedrich Philipp von Martius.
Foi então que o Regimento do Pau Brasil, de 1600, estabeleceu o direito de uso sobre as árvores e não sobre as terras. As áreas consideradas reservas florestais da Coroa portuguesa, não podiam ser destinadas à agricultura. Essa legislação garantiu a manutenção e a exploração sustentável das florestas de pau-brasil até 1875, quando entrou no mercado a anilina.
A resina vermelha era utilizada pela indústria têxtil europeia como uma alternativa aos corantes de origem terrosa e conferia aos tecidos uma cor de qualidade superior. Isto, aliado ao aproveitamento da madeira vermelha na marcenaria, criou uma demanda enorme no mercado , o que forçou uma rápida e devastadora "caça" ao pau-brasil nas matas brasileiras. Em pouco menos de um século, já não havia mais árvores suficientes para suprir a demanda, e a atividade econômica foi deixada de lado, embora espécimens continuassem a ser abatidos ocasionalmente para a utilização da madeira (até os dias de hoje, usada na confecção de arcos para violino e móveis finos).
O fim da caça ao pau-brasil não livrou a espécie do perigo de extinção. As atividades econômicas subsequentes, como o cultivo da cana-de-açúcar e do café, além do crescimento populacional, estiveram aliadas ao desmatamento da faixa litorânea, o que restringiu drasticamente o habitat natural desta espécie. Mas sob o comando do Imperador Dom Pedro II, vastas áreas de Mata Atlântica, principalmente no estado do Rio de Janeiro, foram recuperadas, e iniciou-se uma certa conscientização preservacionista que freou o desmatamento. Entretanto, já se considerava o pau-brasil como uma árvore praticamente extinta.
No século XX, a sociedade brasileira descobriu o pau-brasil como um símbolo do país em perigo de extinção, e algumas iniciativas foram feitas no sentido de reproduzir a planta a partir de sementes e utilizá-la em projetos de recuperação florestal, com algum sucesso. Atualmente, o pau-brasil tornou-se uma árvore popularmente usada como ornamental. Se seu habitat natural será devastado por completo no futuro, não se sabe, mas a sobrevivência da espécie parece assegurada nos jardins das casas e canteiros urbanos.
Em 1924, Oswald de Andrade fez um manifesto sobre a nova poesia brasileira intitulado "Manifesto da Poesia Pau-Brasil".

## Galeria

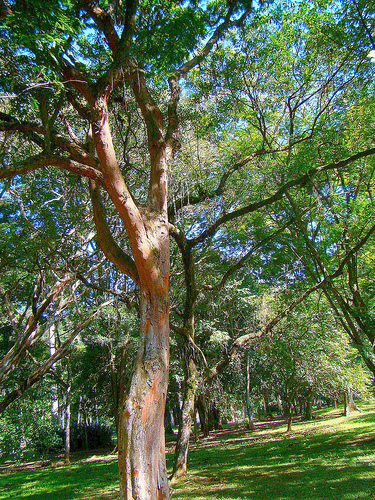
O vermelho da madeira pode ser observado neste exemplar adulto do Jardim Botânico do Rio de Janeiro
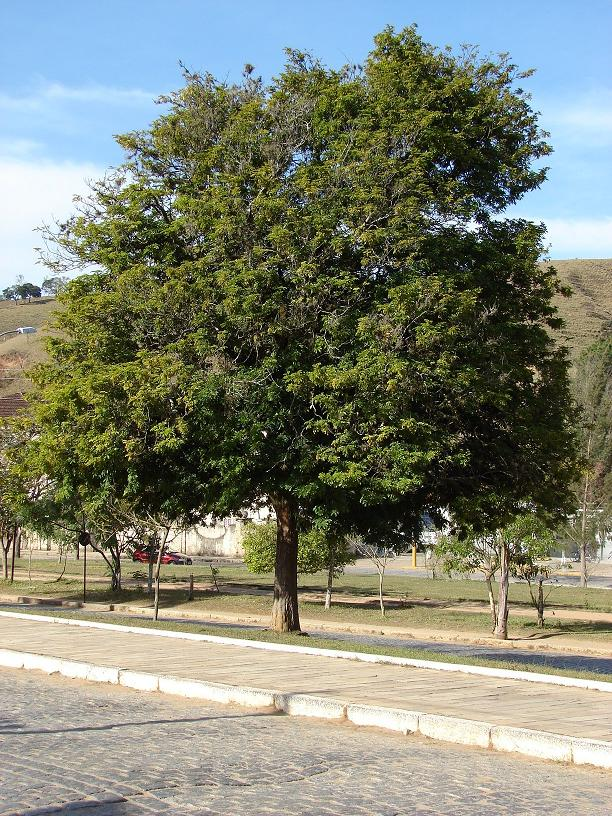
Árvore adulta
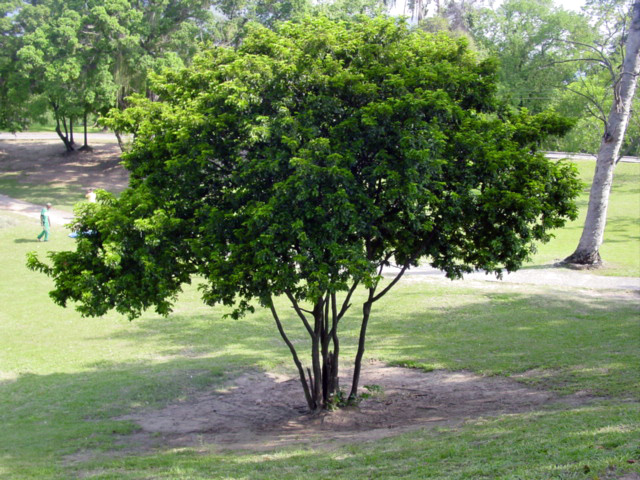
Pau-brasil plantado na Quinta da Boa Vista, no Rio de Janeiro
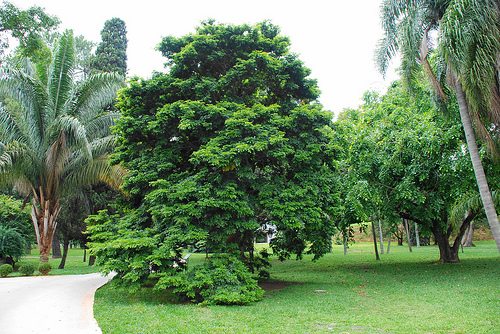
Exemplar na entrada do Jardim Botânico de São Paulo

## Árvore nacional do Brasil
Pela Lei 6.607, de 7 de dezembro de 1978, o pau-brasil foi declarado árvore nacional do Brasil.
O projeto de lei PL–3 380/1961 visava a declarar o pau-brasil e o ipê-amarelo, respectivamente, árvore e flor nacionais, mas este projeto não foi aprovado, conforme informa o site oficial da Câmara dos Deputados. Pelos projetos de lei PL–2 293/1974 e PL–882/1975, ambos arquivados na Câmara dos Deputados, tentou-se instituir o ipê como flor nacional do Brasil. Possivelmente por confundir o projeto de 1961, que não foi aprovado, com a lei de 1978, diversas pessoas divulgam a informação incorreta de que a lei do pau-brasil teria declarado o ipê-amarelo como flor nacional do Brasil.